# COOP Media
«CO-OP Media» («Кооп медіа») — український медіахолдинг, заснований в 1992 році. У структуру холдингу також входить поліграфічна база «CO-OP Media Print», яка здійснює друк як власних газет, так і інших національних та регіональних видань. Основні види діяльності - випуск власних ЗМІ та надання друкарських послуг. 

Офіс компанії знаходиться в Києві, поліграфічна база розташована в м. Бровари (Київська область).

## Флагманські видання
«CO-OP Media» є видавцем двох загальнонаціональних газет: тижневика «Порадниця» (одна з найбільш популярних сімейних газет. Тираж одного номера  – 170 тис. прим.) та «Вісті СООР» (найбільше в Україні галузеве видання про кооперативний рух. Тираж  – 36 тис. прим.). Видання присутні на національному ринку вже більше 20 років і поширюються в усіх регіонах України.

### «Порадниця»
Газета орієнтується на аудиторію 40+.
Основні теми видання: краса, здоров'я, стосунки в сім'ї і виховання дітей, ведення домашнього і присадибного господарства. У кожному номері друкуються коментарі фахівців - лікарів, психологів, педагогів, косметологів, професійних кухарів.
Одна з ключових рубрик газети – «Порадницька гостина», в рамках якої публікуються інтерв'ю з відомими українцями. За час існування проєкту гостями видання стали Ольга Сумська, Влада Литовченко, Сніжана Єгорова, Марія Єфросініна, Марія Бурмака, Алла Мазур, Євгенія Гапчинська та багато інших.

### «Вісті СО-ОР»
«Вісті CO-OP» – загальнонаціональна спеціалізована щотижнева газета про кооперативний рух. Заснована групою «СООР Україна».
Газета є галузевим виданням і розповідає про питання розвитку кооперації в Україні. Крім спеціалізованої інформації також висвітлює теми, які цікаві сучасним підприємцям: ідеї для бізнесу, вдалого управління, рітейл-технології, історії успіху, економічна аналітика, юридичні поради.
Газета є єдиним національним виданням про споживчу кооперацію України.

### «Розумашки»
Розумашки – яскравий журнал для дітей молодшого шкільного віку (6-9 років). Виходить раз на місяць, у цікавій формі розповідає про те, як влаштований наш світ. Над кожним номером працюють професійні редактори та ілюстратори. Перший номер журналу вийшов у 2016 році. 

### «Шукач»
Шукач – серія віммельбухів. Українська версія світового бест-селлера дитячої літератури, американського видання «I SPY». Одна з найпопулярніших розважальних книжок, змушує годинами розглядати картинки у пошуках маленьких і
непомітних предметів. Перший випуск «Шукача» було презентовано у 2017 році. 

### «Україна сакральна»
Україна сакральна – книжкова серія, заснована у 2015 році, присвячена видатним особистостям різних часів, які пов’язані з Україною. Усі книги серії представлені у жанрі белетризованої біографії. 
Автор ідеї – заслужений журналіст України Алла Шоріна. 
Книги серії містять не лише історичні подробиці з життя відомих постатей, а й маловідомі факти, спогади сучасників. Тексти доповнені відповідними фотознімками та малюнками художників.
Для роботи над серією були запрошені низка авторів, серед яких такі відомі українські письменники як Олександр Балабко.

### «UAMarket.info»
Основу контенту сайту «UAMarket.info» складають новини та аналітика про український малий і середній бізнес. Редакція сайту також публікує інтерв'ю з учасниками ринку, експертні оцінки та коментарі, тести, рейтинги.
Аудиторією сайту є власники як невеликих підприємств, так і бізнесмени, чиї компанії вже отримали визнання в Україні.
Uamarket.info також займається підтримкою культури читання та популяризацією книжок. «Книги для бізнесу» – проєкт книжкових рекомендацій порталу Uamarket.info. На прохання порталу відомі українські бізнесмени розповідають про корисну та цікаву літературу.

## Історія
Спочатку холдинг «COOP Media» представляв собою редакцію кооперативної газети «Вісті Центральної спілки споживчих товариств України». 7 травня 1992 року вийшов перший номер обсягом 8 сторінок, накладом 50 тис. прим. (з них 23 тис. за передплатою). Газета була віддрукована у видавництві «Преса України». Тоді штат підприємства становив 12 осіб. Керівник підприємства  – головний редактор Борис Федорович Шинкарук.
У 1994 році вийшов перший номер додатку до газети «Вісті ...» – «Порадниця» (формат А5, обсягом 16 сторінок).
До 1996 року газета «Порадниця» виходить двічі на місяць обсягом 8 сторінок формату А3. Її передплатний тираж 23 тисяч примірників. Редакція газети переїжджає з будівлі материнської організації Укркоопспілки в окреме приміщення.
У 1998 – газета «Порадниця» починає виходити щотижня на 8 шпальтах.
У 1999 – освоєний децентралізований метод друку зростаючих тиражів «Порадниці» у трьох київських друкарнях, а також в друкарнях Львова та Харкова.
У 2001 – передплатний тираж «Порадниці» досягає максимуму  – 1 млн. 521 тис. примірників.
Рік потому на базі підприємства створено потужний комп'ютерний центр, у якому 8 робочих місць для верстки, дві інтернет-лінії, обладнання, необхідне для виготовлення фотоформ; 20 робочих місць набірників, коректорів, перекладачів, літературних, адміністративних працівників обладнані комп'ютерами.
Розпочато будівництво власної виробничо-поліграфічної бази. 25 грудня на змонтованій першій черзі потужної сучасної офсетної газетної машини Uniset-60 віддрукована частина тиражу першого номера «Порадниці» за 2003 рік.
Вже в 2003 році в першому півріччі друк всіх видань переведено у видавничо-поліграфічний комплекс редакції газети «Вісті...».
У 2006 році за підсумками роботи за 2005 рік колективу підприємства присвоєно звання «Лідер галузі» в категорії «Видавнича справа» Національного бізнес-рейтингу.
Змонтовано та введено в експлуатацію обладнання третьої черги машини Uniset-60. Розпочато повнокольоровий друк окремих тиражів видань, а також кількох газет видавців-замовників. Колектив газетного цеху налічує 32 людини.
У 2012 році газета «Вісті ...» здобула «срібло» в Національному бізнес-рейтингу («Лідер галузі») серед підприємств за сумою місць у номінації «фінансово-господарська діяльність».
У вересні 2013 року на підприємстві відбувається повна зміна топ-менеджменту. Керівником підприємства призначається заслужений журналіст України Алла Юріївна Шоріна. Проводиться ребрендинг всієї структури підприємства, що одержало назву «CO-OP Media». Відразу ж радикально оновлюється концепція і дизайн видання «Вісті ...».
У 2015 році холдинг виводить на роздрібний ринок серію нових продуктів, у тому числі субпродукт «Порадниці» – видання «Господиня», присвячений порадам по домашньому господарству, а також видання «Кросворд «Веселі Вісті» і «Веселі Вісті. Рецепти».
Восени 2017 року до команди «CO-OP Media» у повному складі перейшла редакція жіночого порталу «IVONA», започаткувавши нове інтернет-видання «LeMonade».
У тому ж році один з нових проєктів - журнал для дітей 6-9 років «Розумашки» отримав від Держкомтелерадіо звання «Краще періодичне видання року».
У червні 2018 року головного редактора журналу «LeMonade» Олесю Діденко журі національного конкурсу «PRESSZVANIE» включило до трійки кращих редакторів країни (перші місця у Севгіль Мусаевої та Владислава Садовничого).

## Соціальні проєкти
З 2014 року керівництво «COOP Media» ініціювало ряд соціальних проєктів. Так, у травні 2014 співробітники видання запустили соціальний проєкт «У них багато спільного: Захід і Схід», який був спрямований на пошук спільних рис у американських і пострадянських героїв кінематографа. Акція була присвячена військовому конфлікту в Україні, який протиставляв схід і захід країни.
У жовтні того ж року співробітниками холдингу була запущена соціальна акція на підтримку ринку друкованих ЗМІ «Газета крутіше за Інтернет». На серії яскравих постерів були приведені гумористичні слогани, що показують переваги друкованої преси перед інтернет-аналогами.
Також холдинг займав активну позицію в лобіюванні інтересів газетного ринку: разом з «Газетним синдикатом» (Національні компанії-видавці періодичних ЗМІ) ініціювали роз’яснення від Прем'єр-міністра України Арсенія Яценюка з приводу пільг для друкованих видань, що виходять в Україні.